# Casa din Piața Romanilor nr. 3 (Timișoara)
Casa este o clădire istorică situată în Piața Romanilor, nr. 3.
Face parte din Situl urban „Fabric” (II), monument istoric cod LMI TM-II-s-B-06097.

## Istorie
A fost construită în secolul al XIX-lea. În perioada interbelică aici se afla Fabrica de ciorapi Jacquard.

## Descriere
Clădirea este realizată în stil eclectic istoricist, având trei niveluri. Parterul este tratat cu bosaje proeminente, care acționează ca un soclu pentru întreaga clădire. Următoarele două niveluri prezintă fațade cu caramida aparentă.